# Crucihammus sumatranus
Crucihammus sumatranus là một loài bọ cánh cứng trong họ Cerambycidae.